# Ideal Runabout Manufacturing Company
Ideal Runabout Manufacturing Company war ein US-amerikanischer Hersteller von Automobilen.

## Unternehmensgeschichte
Das Unternehmen hatte seinen Sitz in Buffalo im US-Bundesstaat New York. Beteiligt waren George P. Askin, Arthur C. Whittemore und Anna G. Whittemore. Sie stellten 1907 einige Automobile her. Der Markenname lautete Ideal.
Es gab mehrere US-amerikanische Hersteller von Personenkraftwagen der Marke Ideal: Ideal Automobile Manufacturing Company, Richmond & Holmes Company, B. & P. Company, Ideal Motor Vehicle Company, Ideal Runabout Manufacturing Company, Bethlehem Automobile Company, Ideal Electric Vehicle Company, Ideal Shop und Bethlehem Motor Truck Company.

## Fahrzeuge
Das einzige Modell war ein kleiner Runabout. Er bot Platz für zwei Personen. Ein Einzylindermotor mit 5 PS Leistung trieb über eine Kette die Hinterachse an. Gelenkt wurde mit einem Lenkhebel. Kotflügel fehlten. Beides war laut einer Quelle altmodisch.